# Béisbol en los Juegos Bolivarianos
El béisbol es uno de los deportes disputados en los Juegos Bolivarianos. El torneo es organizado por la Organización Deportiva Bolivariana y la Federación Internacional de Béisbol.

## Resultados
| Año          | Sede                     |                      | Medalla de oro | Medalla de plata |  | Medalla de bronce |
| 1938         | Bogotá, Colombia         | Venezuela            | Colombia       |                  |  |                   |
| 1947-1948    | Lima, Perú               | Colombia             | Venezuela      | Perú             |  |                   |
| 1951         | Caracas, Venezuela       | Venezuela            | Colombia       | Panamá           |  |                   |
| 1961         | Barranquilla, Colombia   | Venezuela            | Colombia       | Panamá           |  |                   |
| 1965         | Guayaquil, Ecuador       | Venezuela            | Colombia       | Panamá           |  |                   |
| 1970         | Maracaibo, Venezuela     | Venezuela            | Colombia       | Panamá           |  |                   |
| 1973         | Ciudad de Panamá, Panamá | Colombia             | Venezuela      | Panamá           |  |                   |
| 1977         | La Paz, Bolivia          | No se disputó        |                |                  |  |                   |
| 1981         | Barquisimeto, Venezuela  | Venezuela            | Panamá         | Ecuador          |  |                   |
| 1985         | Cuenca, Ecuador          | Venezuela            | Panamá         | Ecuador          |  |                   |
| 1989         | Maracaibo, Venezuela     | Venezuela            | Panamá         | Colombia         |  |                   |
| 1993         | Cochabamba, Bolivia      | No se disputó        |                |                  |  |                   |
| 1997         | Arequipa, Perú           | No se disputó        |                |                  |  |                   |
| 2001         | Ambato, Ecuador          | Panamá               | Venezuela      | Colombia         |  |                   |
| 2005         | Eje Cafetero, Colombia   | No se disputó        |                |                  |  |                   |
| 2009         | Sucre, Bolivia           | Panamá               | Venezuela      | Bolivia          |  |                   |
| 2013 Detalle | Trujillo, Perú           | Panamá               | Venezuela      | Ecuador          |  |                   |
| 2017 Detalle | Santa Marta, Colombia    | Colombia             | Panamá         | Venezuela        |  |                   |
| 2022 Detalle | Valledupar, Colombia     | Republica Dominicana | Colombia       | Venezuela        |  |                   |
| 2024 Detalle | Ayacucho, Perú           |                      |                |                  |  |                   |

## Medallero
Los equipos aparecen de acuerdo a los criterios del Comité Olímpico Internacional y no con respecto a la IBAF.
Actualizado a Valledupar 2022
| Núm. | País                 | Oro | Plata | Bronce | Total |
| ---- | -------------------- | --- | ----- | ------ | ----- |
| 1    | Venezuela            | 8   | 5     | 2      | 15    |
| 2    | Colombia             | 3   | 6     | 2      | 11    |
| 3    | Panamá               | 3   | 4     | 5      | 12    |
| 4    | República Dominicana | 1   | 0     | 0      | 0     |
| 5    | Ecuador              | 0   | 0     | 3      | 3     |
| 6    | Perú                 | 0   | 0     | 1      | 1     |
| 7    | Bolivia              | 0   | 0     | 1      | 1     |